# Air Union
Ne doit pas être confondu avec AiRUnion.
Air Union est une compagnie aérienne française fondée le 1er janvier 1923 à partir de la fusion de la Compagnie des messageries aériennes et de la Compagnie des grands express aériens. Elle est réunie avec d'autres compagnies françaises pour former Air France le 7 octobre 1933.
La compagnie sera à l'origine du premier vol commercial de nuit sur la liaison Londres - Paris, Paul Joseph Codos accompagné du mécanicien Louis Agnus ayant assuré ce vol avec un biplan à deux moteurs Salmson de 260 chevaux de puissance, le 27 janvier 1926.

## Flotte
- Blériot-SPAD S.27 (2 passagers)
- Farman F.50 P (5 passagers)
- Farman F.60 Goliath (12 passagers)
- Farman F.190 (4 passagers)
- Blériot 135 (en) (8 passagers)
- Blériot 155 (en) (17 passagers, 2 avions)
- Blériot 165 (16 passagers, 2 avions)
- Breguet 280T (6 passagers, 16 appareils)
- FBA 19 (1 avion)
- Wibault 282 (12 passagers)

## Accidents
Le 14 mai 1923, un avion Farman Goliath effectuait la liaison postale Paris-Le Bourget-Londres-Croydon s'écrasa sur le territoire de Monsures (Somme), tuant ses six occupants : Lauwrence Schwab, et Émile Pierrot, respectivement directeur et directeur technique de la compagnie Air Union, le pilote François Le Men, le mécanicien Pierre Jobert, une Américaine, Juanita Bates et un Finlandais, M. Ilmanen. Une plaque commémorative dédiée aux victimes a été posée dans la chapelle avant qu'elle ne soit transformée en médiathèque.
Le 1er juin 1923, alors que la compagnie n'a que quelques mois d'existence, elle enregistre un accident sur sa ligne Paris-Londres-Paris. Son Farman bimoteur Goliath baptisé La Lorraine, qui assure le transport postal mais aussi commercial de personnes et de marchandises, va être victime d'une panne moteur droit au-dessus de la Manche. Il faudra tout le sang froid du pilote Grasset pour réussir à poser en urgence l'appareil dans un pré de Wimille. Seul un blessé sera à déplorer.
Au 6 août 1924, un Farman F.60 Goliath F-ADDT Languedoc était sur un vol de passagers internationaux réguliers de Paris à l'aéroport de Croydon lorsque le moteur gauche est tombé en panne, obligeant le pilote à effectuer un atterrissage forcé à Golden Green, près de Hadlow, Kent. Personne parmi le pilote et les cinq passagers à bord n'a été blessé. L'avion a été démonté pour permettre son transport. Il a ensuite été réparé et remis en service.